# Lawrence (Massachusetts)
Lawrence – miasto w Stanach Zjednoczonych, w stanie Massachusetts, nad rzeką Merrimack, jedna z dwóch siedzib hrabstwa Essex.
W pobliżu znajdują się, na północ Methuen, na południowy zachód Andover, a North Andover na południowy wschód.
W mieście rozwinął się przemysł chemiczny, papierniczy, maszynowy, metalowy, włókienniczy, odzieżowy oraz skórzano-obuwniczy.
Lawrence był przez jakiś czas miejscem zamieszkania Roberta Frosta, gdzie opublikował swój pierwszy wiersz.
W Lawrence urodził się biskup Port Vila Francis-Roland Lambert SM oraz Leonard Bernstein.

## Demografia
Polonijna społeczność w Lawrence była szacowana na 600–800 osób w 1900 roku. Jednak w 1905 roku, wspólnota rozrosła się wystarczająco na tyle aby sfinansować budowę Kościoła Świętej Trójcy na rogu Avon St. i Trinity St. Liczba polskich imigrantów wzrosła do 2100 Polaków w 1910 roku. Podobnie jak imigranci z innych krajów, większość Polaków zatrudniona była w przemyśle włókienniczym.

## Religia
- Parafia Trójcy Świętej